# Árpád-malom
Az Árpád Gőzmalom Részvénytársaság gőzmalma, vagy Haggenmacher Henrik I. gőzmalma, gyakran csak Árpád-malom nagy múltú budapesti élelmiszeripari üzem, gőzmalom volt.

## Története
Az 1800-as évek második felében bekövetkező nagyipari fejlődés során számos gőzmalom épült Budapest területén. Ezek közé tartozott a Árpád-malom is. A malom 1861–1862-ben épült fel Hild Károly tervei alapján Haggenmacher Henrik megbízásából a mai Szent István körút (18-22.) – Visegrádi utca (2-4.) – Hegedüs Gyula utca (1-5.) közötti területen. 1862-ben Lohr Antal tervei alapján bővítették, majd 1867-ben ismét bővítették és istállót, valamint kocsiszínt építettek hozzá (Wechselman Ignác tervei).
A létesítményt 1867-től az Árpád Gőzmalom Rt. üzemeltette.  A vállalat 1873-ban csődbe került, ezt követően a Magyar Általános Hitelbank Egyesült Gőzmalmai cég vált a tulajdonosává. Már 1884-ben felmerült az elbontásának a gondolata a Lipót (ma Szent István) körút kiépítése miatt. Végül 1891-ben került sor erre. Helyére bérházak épültek.

## Egyéb irodalom
- Budapesti Hírlap, 1891/6-os szám